# Bercaeopsis idonea
Bercaeopsis idonea är en tvåvingeart som först beskrevs av Aldrich 1916.  Bercaeopsis idonea ingår i släktet Bercaeopsis och familjen köttflugor. Inga underarter finns listade i Catalogue of Life.